# Budapest Metro
Budapest Metro (ungarsk: Budapesti metró) er en undergrundsbane i den ungarske hovedstad Budapest. Det er et af de ældste elektrificerede underjordiske jernbanesystemer på det europæiske kontinent, og den tredjestørste elektrisk drevne underjordiske jernbane i verden, forfulgt af London Underground.
47°29′54″N 19°02′27″Ø / 47.4983°N 19.0408°Ø